# Schloss Neu-Dettingen
Das Schloss Neu-Dettingen, heute als Burghof bezeichnet, ist die Ruine einer Niederungsburg am Südwestufer des Überlinger Sees bei dem Ortsteil Dettingen der Stadt Konstanz im Landkreis Konstanz in Baden-Württemberg. 

## Geschichte
Die Burg wurde von den Herren von Dettingen gegen Ende des 12. Jahrhunderts als Vorburg der Burg Alt-Dettingen erbaut, nach 1320 schlossartig erneuert, und 1642 durch einen Brand zerstört. Um 1661 wurde das Schloss wieder aufgebaut und kam in den Besitz der Kommende Mainau des Deutschen Ordens.

## Baubeschreibung
Die ehemalige Burganlage zeigt heute einen 12,20 mal 12,53 Meter großen dreigeschossigen, fast quadratischen Wohnbau mit Stufengiebeln. Das ehemalige Schloss wird heute als Forstamt genutzt.